# Леон Осман
Леон Осман (англ. Leon Osman, нар. 17 травня 1981, Віган) — англійський та турецький футболіст, півзахисник клубу «Евертон».
Майже усю свою ігрову кар'єру провів у складі «Евертона», а також провів два матчі за національну збірну Англії.

## Клубна кар'єра
Осман — вихованець академії футбольного клубу «Евертон». До основного складу став підключатися з 2000 року. Через велику конкуренцію був відданий в оренду клубу «Карлайл Юнайтед», де провів відмінний сезон, ставши найкращим гравцем команди. Повернувся в «Евертон», його взяли на збори, але закріпитися в команді знову не вдалося і Леон був відданий в оренду в «Дербі Каунті». Гра в цій команді також склалася успішно і «Дербі» збиралося викупити трансфер, але «Евертон» не дав на це згоду.
У сезоні 2004/2005 Осман став гравцем основи, граючи крайнього півзахисника. У тому сезоні Осман забив сім м'ячів, у тому числі і два у ворота «Астон Вілли». Сезон 2005/2006 був для Османа неоднозначним. Він то втрачав, то повертав собі місце у складі, грав на різних позиціях: і вінгера, і центрального півзахисника, і нападника. У наступному сезоні Осману вдалося повернути місце в стартовому складі.

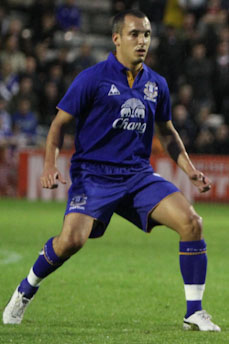
Леон Осман під час виступів за «Евертон». 16 серпня 2011 року

25 жовтня 2007 року забив гол у ворота грецької «Лариси», який пізніше був визнаний найкращим голом команди в сезоні 2007/08. Всього в тому сезоні він забив 7 м'ячів у ворота суперників в 39 матчах.
23 вересня 2009 року Осман вперше вивів команду на поле з капітанською пов'язкою та відзначив цю подію забитим голом у ворота клубу «Галл Сіті».
23 жовтня 2010 року продовжив контракт з «Евертоном» до 2014 року.
У сезоні 2010/11 Леон, як і вся команда, показав свою найкращу гру ближче до фінішу чемпіонату: Осман забив голи у ворота «Астон Вілли», «Блекберн Роверз» та «Манчестер Сіті», а його гра удостоїлася гарної оцінки від головного тренера команди Девіда Моєса. Наразі відіграв за клуб з Ліверпуля 318 матчів в національному чемпіонаті.

## Виступи за збірні
У 1997—1998 роках провів у 5 ігор у складі юнацької збірної Англії.
8 листопада 2012 року Осман був вперше в кар'єрі викликаний в збірну Англії для підготовки до товариського матчу проти збірної Швеції. 14 листопада Осман дебютував у збірній Англії в матчі, в якому англійці поступилися шведам з рахунком 2:4, а Леон провів на полі увесь матч.
Наступного року Осман зіграв свій другий матч за збірну, вийшовши 22 березня на 56 хвилині на заміну замість Тома Клеверлі у матчі-кваліфікації на ЧС-2014 проти збірної Сан-Марино, яка завершилася розгромною перемогою англійців  8:0.

## Статистика виступів

### Статистика клубних виступів
| Сезон               | Команда           | Чемпіонат      | Чемпіонат | Чемпіонат | Національний кубок | Національний кубок | Національний кубок | Континентальні кубки | Континентальні кубки | Континентальні кубки | Усього | Усього |
| Сезон               | Команда           | Ліга           | Ігор      | Голів     | Ліга               | Ігор               | Голів              | Ліга                 | Ігор                 | Голів                | Ігор   | Голів  |
| ------------------- | ----------------- | -------------- | --------- | --------- | ------------------ | ------------------ | ------------------ | -------------------- | -------------------- | -------------------- | ------ | ------ |
| 2000-01             | «Евертон»         | ПЛ             | 0         | 0         | КА+КЛ              | 0                  | 0                  | —                    | 0                    | 0                    | 0      | 0      |
| 2001-02             | «Евертон»         | ПЛ             | 0         | 0         | КА+КЛ              | 0                  | 0                  | —                    | 0                    | 0                    | 0      | 0      |
| жов. 2002-січ. 2003 | «Карлайл Юнайтед» | 3Д (IV)        | 12        | 1         | КА+КЛ              | 0                  | 0                  | —                    | 0                    | 0                    | 12     | 1      |
| лют.-лип. 2003      | «Евертон»         | ПЛ             | 2         | 0         | КА+КЛ              | 0                  | 0                  | —                    | 0                    | 0                    | 2      | 0      |
| 2003-кві. 2004      | «Дербі Каунті»    | 1Д (II)        | 17        | 3         | КА+КЛ              | 0                  | 0                  | —                    | 0                    | 0                    | 17     | 3      |
| кві.-лип. 2004      | «Евертон»         | ПЛ             | 4         | 1         | КА+КЛ              | 0                  | 0                  | —                    | 1                    | 0                    | 5      | 1      |
| 2004-05             | «Евертон»         | ПЛ             | 29        | 6         | КА+КЛ              | 6                  | 1                  | —                    | 0                    | 0                    | 35     | 7      |
| 2005-06             | «Евертон»         | ПЛ             | 35        | 3         | КА+КЛ              | 5                  | 1                  | КУЄФА                | 2                    | 0                    | 42     | 4      |
| 2006-07             | «Евертон»         | ПЛ             | 34        | 3         | КА+КЛ              | 3                  | 0                  | —                    | 0                    | 0                    | 37     | 3      |
| 2007-08             | «Евертон»         | ПЛ             | 28        | 4         | КА+КЛ              | 4                  | 1                  | КУЄФА                | 7                    | 2                    | 39     | 7      |
| 2008-09             | «Евертон»         | ПЛ             | 34        | 6         | КА+КЛ              | 7                  | 1                  | КУЄФА                | 2                    | 0                    | 43     | 7      |
| 2009-10             | «Евертон»         | ПЛ             | 26        | 2         | КА+КЛ              | 2                  | 2                  | ЛЄ                   | 7                    | 0                    | 35     | 4      |
| 2010-11             | «Евертон»         | ПЛ             | 26        | 4         | КА+КЛ              | 5                  | 1                  | —                    | 0                    | 0                    | 31     | 5      |
| 2011-12             | «Евертон»         | ПЛ             | 34        | 0         | КА+КЛ              | 4                  | 0                  | —                    | 0                    | 0                    | 34     | 4      |
| 2012-13             | «Евертон»         | ПЛ             | 11        | 2         | КА+КЛ              | 1                  | 1                  | —                    | 0                    | 0                    | 12     | 3      |
| Усього Everton      | Усього Everton    | Усього Everton | 259       | 35        |                    | 38                 | 8                  |                      | 18                   | 2                    | 315    | 45     |